# Gestor de Infraestructuras Ferroviarias
El Gestor de Infraestructuras Ferroviarias (GIF) fue un ente público español creado el 30 de diciembre de 1996 por la Ley 13/1996 aprobándose su estatuto el 25 de abril de 1997 por Real Decreto 613/1997 y clasificado como entidad pública empresarial por la Ley 50/1998 el 30 de diciembre de 1998.

## Historia
La creación de GIF se debió a las medidas del transporte ferroviario que la Unión Europea comenzó a impulsar a partir de la Directiva del Consejo 91/440/CEE sobre el Desarrollo de los Ferrocarriles Comunitarios, donde establecía, entre otras cuestiones, la separación entre los operadores de los trenes y el sujeto gestor de la infraestructura.
El GIF tenía como objetivo "la construcción y, en su caso, administración de las nuevas infraestructuras ferroviarias que expresamente le atribuya el Gobierno, a propuesta del Ministro de Fomento". La empresa fue unida a RENFE instantes antes de que esta, el 1 de enero de 2005, diera lugar a Adif y Renfe Operadora.
Su último presidente, Antonio González Marín, fue también el primer presidente de ADIF.

## Estructura interna

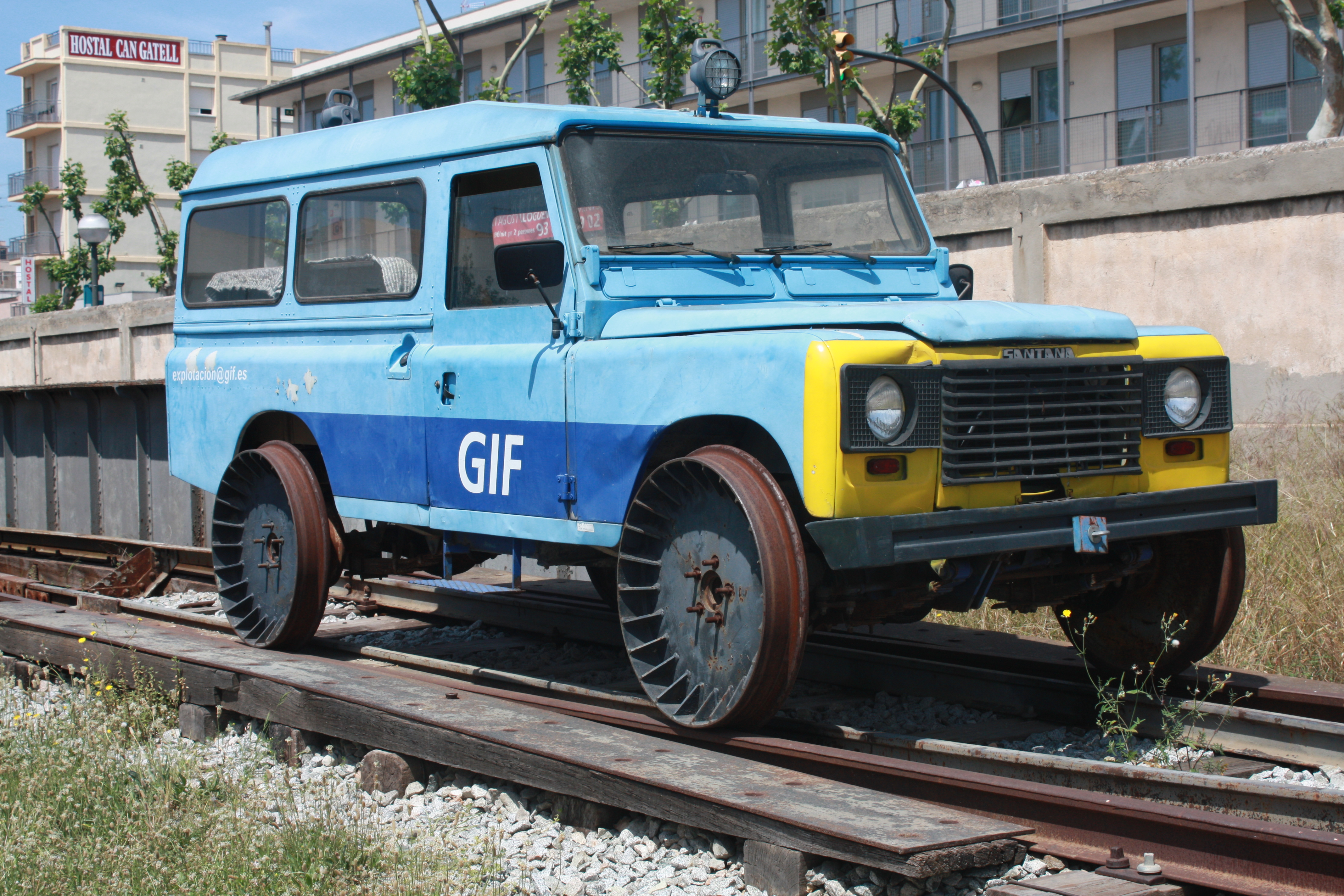
Land Rover "Santana" adaptado para circular por el ferrocarril, actualmente conservado en el Museo del Ferrocarril de Cataluña.

### Competencias
- La ordenación de la circulación de los trenes
- El mantenimiento de la nueva infraestructura
- La gestión de los sistemas de seguridad
- La explotación de las instalaciones eléctricas y de comunicaciones asociadas.

### Presidentes
| Nombre                       | Período   |
| ---------------------------- | --------- |
| Albert Vilalta González      | 1997-1998 |
| Emilio García Gallego        | 1998-2000 |
| Juan Carlos Barrón Benavente | 2000-2003 |
| Ramón Escribano Méndez       | 2003-2004 |
| Antonio González Marín       | 2004      |